# L'Estat i la Revolució
L'Estat i la Revolució (1917), per Vladimir Lenin, descriu la funció de l'Estat en la societat, la necessitat de la revolució proletària, i les insuficiències teòriques de la socialdemocràcia en aconseguir la revolució per establir la dictadura del proletariat.
L'Estat i la Revolució és considerada el treball sobre l'estat més important de Lenin i ha estat anomenat per Lucio Colletti com "la contribució més gran de Lenin a teoria política". Segons l'expert en Marx David McLellan, "el llibre va tenir el seu origen en la discussió de Lenin amb Bukharin durant l'estiu de 1916 sobre l'existència de l'estat després d'una revolució proletària. Bukharin havia emfatitzat l'aspecte de l'"esvaïment", mentre que Lenin va insistir en la necessitat de la maquinària estatal per expropriar els explotadors. De fet, va ser Lenin qui va repensar-s'ho, i moltes de les idees de l'Estat i la Revolució, que va escriure durant l'estiu de 1917 - i particularment el tema anti-estat - eren les idees de Bukharin"
La definició directa i senzilla de Lenin de l'Estat és que "l'Estat és una organització especial de força: és una organització de violència per a la supressió d'alguna classe." Per això la seva denigració fins i tot de la democràcia parlamentària, que va ser influïda pel que Lenin va veure com l'augment recent d'influències burocràtiques i militars: "Per decidir una vegada que cada pocs anys quin membre de la classe governant reprimirà i aixafarà les persones mitjançant el parlament - aquesta és l'essència real de parlamentarisme burgès, no només en monarquies parlamentàries, però també en les repúbliques més democràtiques"
Citant Friedrich Engels i Karl Marx, Lenin investiga qüestions teòriques sobre l'existència de l'Estat després de la revolució proletària, adreçant els arguments de antiautoritaris, anarquistes, socialdemòcrates, i reformistes, en descriure les etapes progressives del canvi social — la revolució, establint “l'etapa més baixa de societat comunista” (la comuna socialista), i la “etapa més alta de societat comunista” que donarà pas a una societat estable on la llibertat personal podrà ser plenament expressada.

Lenin defensa especialment la teoria de Marx del comunisme, i del Marxisme en general; això és, quan els revolucionaris vells moren, la burgesia no s'acontenta amb etiquetar-los com a “enemics de l'estat”, perquè això atrauria a radicals polítics, així que ataquen els escrits teòrics dels revolucionaris per atribuir-los una mediocritat (antirevolucionària) socialdemòcrata contrària a “la naturalesa revolucionària de Marx”; tals intel·lectuals burgeos són el “revisionistes” que transformen un ésser humà en una abstracció:
Durant la vida dels grans revolucionari, les classes opressores constantment els perseguin, rebien les seves teories amb la malícia més salvatge, l'odi més furiós, i les campanyes més sense escrúpols de mentides i calúmnies. Després de les seves morts, els intenten convertir en icones inofensives, els canonitzen, i glorifiquen els seus noms, fins a un cert punt, pel ‘consol' de les classes oprimides, mentre, alhora, roben la teoria revolucionària de la seva substància, esmussant la seva vora revolucionària, i vulgaritzant-la. Avui, la burgesia i el oportunistes dins del moviment obrer coincideixen en aquesta tergiversació del Marxisme. Ometen, obscureixen, o distorsionen el costat revolucionari de la seva teoria, la seva ànima revolucionària. Empenyen al davant el què és, o sembla, acceptable per la burgesia. Tots els social-xovinistes són ara "Marxistes" (no rigueu!). I més i més sovint, becaris burgesos alemany, ahir especialistes en l'anihilació del Marxisme, estan parlant del Marx "nacional-alemany", qui, reclamen, va educar els sindicats laborals, els quals estan tan esplèndidament organitzats pel propòsit d'emprendre una guerra depredadora!
L'Estat i la Revolució descriu la naturalesa inherent de l'Estat com a eina per l'opressió d'una classe, una creació nascuda del desig d'una classe social de controlar les altres classes de la seva societat quan les disputes politico-econòmiques no poden ser resoltes amistosament; tant si hi ha una dictadura o una democràcia, l'Estat continua sent l'eina de control social de la classe que governa. Fins i tot en una república capitalista democràtica, la classe governant mai renuncia al poder polític, mantenint-lo via el control "entre bastidors" del sufragi universal — un engany excel·lent que manté els conceptes idealistes de “llibertat i democràcia”; per això, la revolució comunista és l'únic remei per aquesta demagògia:
(i) Els anarquistes proposen l'abolició immediata de l'Estat; Lenin contra-proposa que tal idealisme és pragmàticament impossible, perquè el proletariat necessitaria aixafar la resistència burgesa a través d'un mecanisme, i que aquest és l'estat.
(ii) Si l'Estat fos abolit immediatament, sense abolir també les "condicions perquè torni a aixecar-se", un nou Estat apareixeria, i la revolució socialista no hauria servit per res.
En l'esdeveniment, el proletariat a través de la dictadura del proletariat establiria un Estat comunal (pel model de la Comuna de París de 1871), llavors gradualment suprimir la burgesia dissident, aconseguint l'extinció de l'Estat a mesura que les seves institucions comencen a "perdre el seu caràcter polític".
Així, seguint les conclusions de Marx sobre la comuna de París, el qual Lenin va agafar com el seu model, Lenin va declarar que la tasca de la Revolució era trencar l'Estat. Tot i que per un període sota el comunisme, "allà hi queda durant un temps no tan sols el dret burgès sinó que fins i tot queda l'Estat burgès sense la burgesia," Lenin creia que després que una revolució proletària exitosa l'estat no només havia començat a desaparèixer, sinó que estava en una condició avançada de descomposició. Però Lenin també havia anomenat l'estat com "el proletariat armat i governant" així que McLellan es pregunta si això, també desapareix? Sí, segons McLellan, "en la mesura que s'entengui com un poder separat i oposat a les masses". Lenin tenia poc a dir sobre la forma institucional d'aquest període de transició. Hi hi havia una forta èmfasi en la dictadura del proletariat: "Un Marxista és només algú que estén el reconeixement de la lluita de classe al reconeixement de la dictadura del proletariat. Això és el que constitueix la distinció més profunda entre el marxista i el petitburgès. Això és la pedra de toc en que es posa a prova la comprensió real i el reconeixement del Marxisme."